# Wallenius Wilhelmsen Logistics

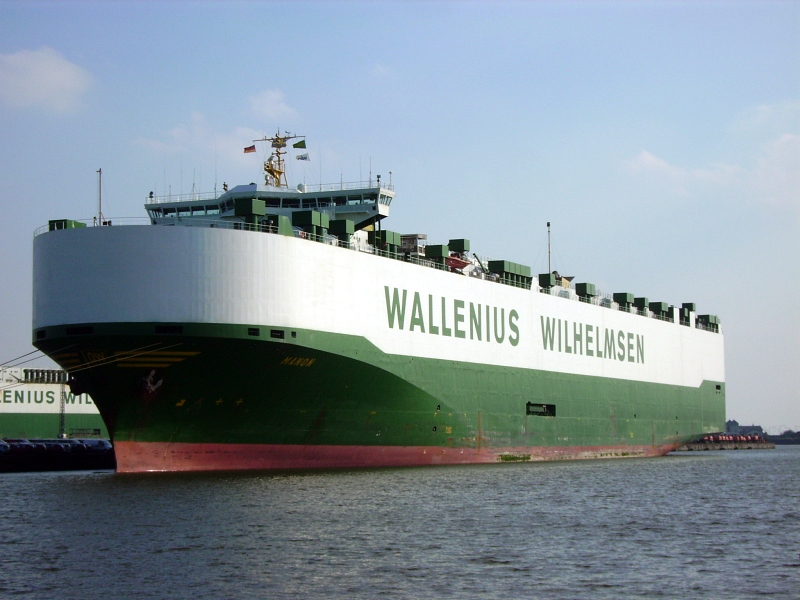
Biltransportfartyget Manon av Wallenius Lines

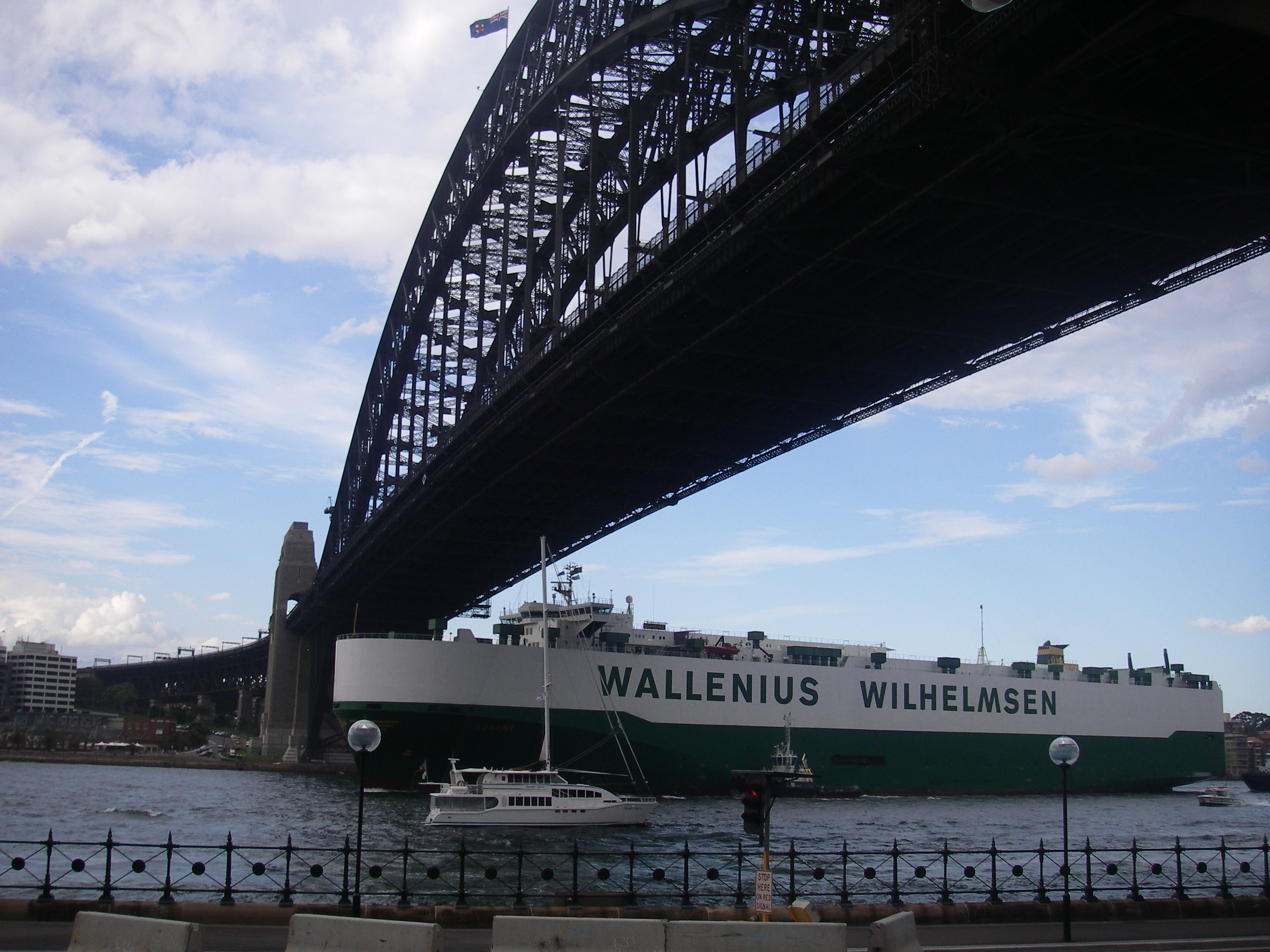
Boheme under Harbour Bridge i Sydney

Wallenius Wilhelmsen Logistics (WWL) är ett svensknorskt rederi. Företaget delar huvudkontoret mellan Stockholm och Bærum, och är världens största biltransportrederi och det största svenskägda rederiet.
Rederiet har ett 100-tal fartyg som trafikerar runtom i världen. Den största delen av verksamheten består av transoceana transporter, det vill säga transporter mellan kontinenterna. Därutöver bedrivs hamnverksamhet, landtransporter av bilar och viss kortsjötrafik med mindre biltransportfartyg. 
Företaget tillkom genom en fusion av Walleniusrederierna och Wilh. Wilhelmsen.